# Irmandade Evangélica de Maria
A Irmandade Evangélica de Maria é uma ordem religiosa monástica evangélica. Nasceu entre luteranos na Alemanha em 30 de março de 1947, fundada por Madre Basilea (Drª Klara Schlink, 1904 - 2001), doutorado em Psicologia na Universidade de Hamburgo e líder do Movimento Cristão das Estudantes Alemãs e Madre Martyria (Erika Madauss,1904 - 1999), formada pela Faculdade de Treinamento para Assistência Social, em Hamburgo e Londres. O nome da organização é criação de um pastor metodista, colaborador do grupo nos seus primórdios. 
Sua sede fica em Darmstadt na Alemanha e possui casas na Alemanha, Estados Unidos, Holanda, Israel, Brasil, Paraguai, Finlândia, Austrália, Canadá. 
Busca a devoção, evangelização e assistência social. Era inicialmente luterana, mas hoje admite como membros qualquer que aceite os preceitos do evangelho e queira viver sob a ordem da irmandade.
Possui também uma ordem masculina, aos Irmãos Franciscanos de Canaã.